# Bałtycki Festiwal Piosenki 2014
Bałtycki Festiwal Piosenki 2014 został zorganizowany 18 i 19 lipca 2014 roku w Karlshamn w Szwecji przez Radę Miejską Karlshamn. Festiwal poprowadzony został przez Andersa Jönssona i Annę-Lenę Petersson. Zwycięzcą finału konkursu została Stashka, reprezentantka Polski z piosenką „Chcę kochać”.

## Przebieg konkursu
W konkursie wystąpiło 9 uczestników z 8 krajów. Każdy z reprezentantów wykonał po dwa utwory, którym towarzyszyła orkiestra Alex Band Aleksandra Maliszewskiego. Gościem specjalnym był szwedzki piosenkarz Robert Wells. Jury ekspertów wybrało trzy najlepsze występy, nie zdradzając miejsc pozostałych wykonawców. Nagroda główna to 35.000 koron szwedzkich, za 2. i 3. miejsce są to kolejno: 15.000 i 10.000 SEK. Ponadto widownia zebrana na festiwalu wyłoniła laureata, który otrzymał nagrodę publiczności. Została nim Stashka, która jako jedyna w historii konkursu wygrała w obydwu kategoriach.

## Uczestnicy
| L.p. | Kraj            | Artysta                          | Pierwsza piosenka            | Druga piosenka (finałowa) | Miejsce |
| ---- | --------------- | -------------------------------- | ---------------------------- | ------------------------- | ------- |
| 1    | Czechy          | La Godiva                        | „Farewell”                   | „You never call me back”  |         |
| 2    | Austria         | Ois & Nix                        | „Telegramm aus der Sonne”    | „Stoak verbunden”         |         |
| 3    | Litwa           | The Ball & Chain                 | „Tearing up the dance floor” | „Baby Baby Burning”       |         |
| 4    | Hiszpania       | Anabel Conde                     | „Paraiso”                    | „It's for you”            |         |
| 5    | Szwecja         | Caroline Wennergren              | „A dfferent kind of love”    | „Miss Dynamite”           | 2       |
| 6    | Słowacja        | Peter Aristone & Bobbie Shepherd | „Sunlight”                   | „Cool as you”             |         |
| 7    | Polska          | Stashka                          | „Babe Babe I love you”       | „Chcę kochać”             | 1       |
| 8    | Wielka Brytania | Miss 600                         | „Ruby Red”                   | „Dance with you”          |         |
| 9    | Szwecja         | Alien                            | „I believe”                  | „In love we trust”        | 3       |